# Dodecosinos
Dodecosinos (Dodecosini) é uma tribo de coleópteros da subfamília Cerambycinae.

## Sistemática
- Ordem Coleoptera
  - Subordem Polyphaga
    - Infraordem Cucujiformia
      - Superfamília Chrysomeloidea
        - Família Cerambycidae
          - Subfamília Cerambycinae
            - Tribo Dodecosini (Aurivillius, 1912)
              - Gênero Diringsiella (Martins & Galileo, 1991)
              - Gênero Dodecosis (Bates, 1867)
              - Gênero Monneella (Martins, 1985)
              - Gênero Olexandrella (Zajciw, 1959)